# Alien World
Alien World è un videogioco sparatutto a scorrimento pubblicato nel 1992 per Amiga, Atari ST e Commodore 64 dalla Hi-Tec Software, nella sua linea a costo medio Premier. Il giocatore controlla una creatura simile a un insetto volante bipede contro una varietà di altre creature, in un'ambientazione fantastica.

## Trama
In un mondo leggendario, la promessa sposa del protagonista Kai viene rapita e portata nelle "Caverne dei Sogni". Kai viene trasformato in una creatura volante con poteri magici, una sorta di via di mezzo tra un insetto e un'astronave, e deve attraversare tutte le caverne, infestate da demoni e trabocchetti, fino allo scontro finale con il capo dei rapitori.

## Modalità di gioco
Si controlla l'insettoide in un percorso lineare attraverso le caverne, il cui aspetto è un misto di naturale e artificiale di forma irregolare. L'ambiente è bidimensionale, con visuale di profilo, a scorrimento non forzato, orizzontale o verticale a seconda delle aree.
Il protagonista può volare in tutte le direzioni e sparare a destra o sinistra. Può infatti voltarsi e andare all'indietro, ma non far tornare indietro lo scorrimento. È soggetto alla gravità, ossia non può stare fermo a mezz'aria: quando non vola verso l'alto tende ad andare lentamente verso il basso. Il contatto con il fondo o il soffitto delle caverne non è dannoso. Quando il protagonista si posa a terra, anziché volare cammina a destra e sinistra con le due zampe.
Si deve attraversare un totale di 12 aree. Si affronta una varietà di nemici mostruosi, che spesso sparano a loro volta, compresi alcuni boss, nonché altri pericoli come getti di lava. Si dispone di più vite e per ogni vita si possono subire più attacchi prima della distruzione.
Il formato dei livelli e parte del gameplay sono differenti tra l'originale per Commodore 64 e le conversioni Amiga/ST.
Su Commodore 64 i nemici si comportano spesso in modo intelligente, inseguendo e mirando al protagonista. L'energia vitale è rappresentata da due pallini che passano gradualmente dal bianco al nero. Alcuni power-up da raccogliere vengono emessi direttamente da nemici distrutti, e comprendono sei tipi di potenziamenti, mostrati anche come icone in fondo allo schermo. Colpendo certe rocce si liberano invece cristalli da raccogliere per ottenere punti "zen", una valuta da spendere presso alcuni negozi che si incontrano di tanto in tanto sparsi per lo scenario; qui si possono acquistare ricariche dell'energia e altre armi speciali.
Nelle conversioni Amiga e Atari ST, molto simili tra loro, i nemici seguono invece traiettorie predefinite. L'energia vitale è rappresentata da un cuore alieno che batte sempre più forte man mano che si subiscono colpi. I power-up si raccolgono in punti predefiniti e comprendono velocità, energia (che fornisce contemporaneamente una ricarica e una smart bomb istantanea), e diversi tipi di armamenti, questi ultimi distribuiti uno per livello.

## Confezione
Le confezioni includevano un poster di Daffy Duck, promozionale di un imminente videogioco della Hi-Tec, che però non arrivò mai alla pubblicazione.

## Sviluppo
Di solito la Hi-Tec Software ideava e sviluppava i giochi internamente o tramite la consociata PAL Developments, ma a volte riceveva demo da piccoli sviluppatori esterni che poi finanziava, come nel caso di Alien World, che fu ricevuto in versione per Commodore 64, e poi convertito internamente per le piattaforme superiori. L'autore esterno in questo caso era David Long, al suo esordio come freelance.

## Accoglienza
Alien World per Commodore 64 a suo tempo fu molto apprezzato, con voti sopra l'80%, dalla rivista italiana Zzap!, dalla britannica Zzap!64 e anche un anno dopo dalla sua continuazione Commodore Force. Per Zzap! erano ben realizzati tutti gli elementi tipici degli sparatutto, e la difficoltà era tarata molto bene. Zzap!64 apprezzava il gameplay dinamico e l'ottima reattività dei controlli.
Le versioni per i sistemi superiori ebbero invece poco successo di critica. La versione Amiga fu giudicata media, lenta nello scorrimento e nell'azione, dalla britannica Amiga Action, e fu giudicata molto negativamente, soprattutto per la mancanza di idee, dalla tedesca Amiga Joker.
Secondo la francese Tilt la versione Atari ST era arretrata di un paio d'anni rispetto ai livelli raggiunti dalla piattaforma, ed era carente nell'originalità e nell'aspetto, ma soprattutto nella maneggevolezza.